# Brigades de la Resistència Nacional
Les Brigades de la Resistència Nacional (àrab: كتائب المقاومة الوطنية, Katāʼib al-Muqāwama al-Waṭaniyya), també conegudes com a Forces del Màrtir Omar Al-Qassim, són el braç armat del Front Democràtic per a l'Alliberament de Palestina que opera a Gaza mitjançant una guerra de guerrilles. Abu Khaled és un dels seus comandants.

## Història
Es va formar el 1969 però es va establir a finals de setembre de 2000. El grup va ser conegut inicialment com a Brigades de l'Estrella Roja, abans de ser rebatejat com a Brigades de la Resistència Nacional Palestina durant la Segona Intifada. Estan compromesos amb una política de no intervenció en els afers interns de qualsevol país àrab.
L'agost de 2001, Amin Abu Hatab, de 26 anys, i Hisham Abu Jamus, de 24, van dur a terme un atac contra una base de l'exèrcit israelià i van matar tres soldats israelians. El 2005 es van reorganitzar abans de la desvinculació israeliana de Gaza i van participar en el llançament de coets i morters contra zones israelianes dins de les fronteres de la Franja de Gaza.
L'octubre de 2007 van signar un acord amb altres faccions palestines, incloses les Brigades dels Màrtirs d'al-Aqsa de Fatah, i entre 2010 i 2011 van dur a terme atacs amb el Gihad Islàmic palestí. El 26 de setembre van bombardejar Sederot amb les Brigades dels Màrtirs d'al-Aqsa, com a resposta als crims israelians contra els palestins a Cisjordània i Gaza. El maig de 2017 van realitzar un exercici conjunt amb les Brigades Abdel Qader al-Husseini en un lloc d'entrenament militar a la Franja de Gaza per mostrar noves tàctiques d'artilleria i míssils.
El 30 de març de 2018, 'Abd al-Qader Mardi i Suliman al-Hawajri, membres de les Brigades de la Resistència Nacional, van ser assassinats durant la Gran Marxa del Retorn, malrat no haver participat en les hostilitats. El 2020 van ampliar la seva presència digital i van promoure la seva activitat militant a Telegram. El maig de 2021 van llançar coets sobre Sufa, en territori israelià.
El febrer de 2023, van anunciar que havien bombardejat els assentaments israelians propers a la Franja de Gaza en resposta als atacs israelians, i l'abril van bombardejar la ciutat d'Ascaló. Van participar també en la guerra d'Israel i la Franja de Gaza contra les forces israelianes i les seves tropes es van unir a l'operació llançada per Hamàs. El 7 d'octubre van afirmar haver perdut tres combatents i el 8 d'octubre es van enfrontar amb les Forces de Defensa d'Israel a Kfar Aza, Be'eri i Kissufim dins les fronteres d'Israel.